# カンタベリー大聖堂

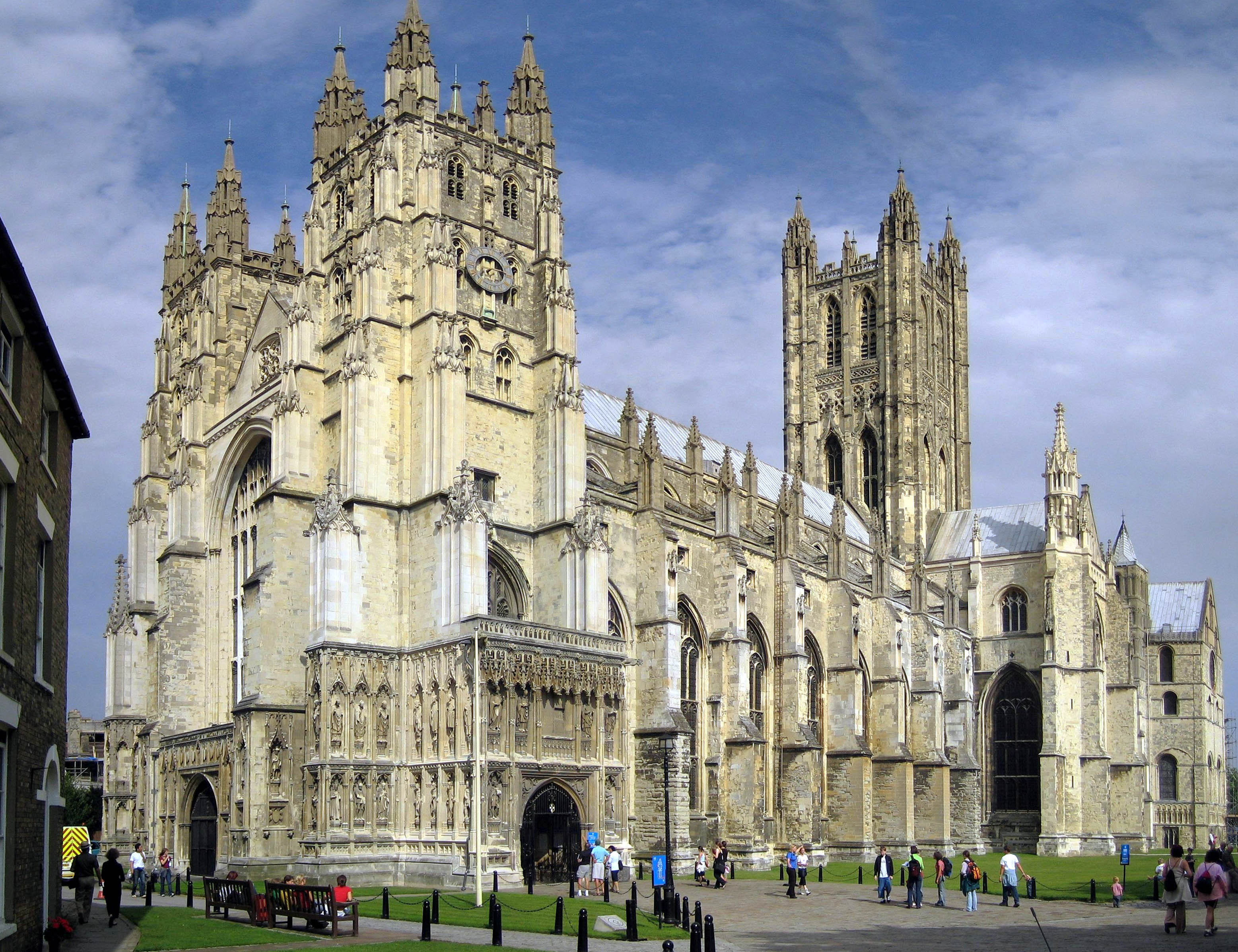
カンタベリー大聖堂

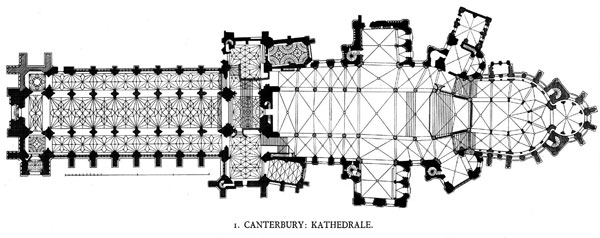
平面図

カンタベリー大聖堂（カンタベリーだいせいどう、英語: Canterbury Cathedral、公式名：Cathedral and Metropolitical Church of Christ at Canterbury）は、イギリスのイングランド南東部ケント州のカンタベリーにある大聖堂で、イングランド国教会およびそのカンタベリー管区の総本山で、カンタベリー教区の中心でもある。1988年に聖オーガスティン修道院、聖マーティン教会とともに、ユネスコの世界遺産にも登録されている。
建築は初期イギリス式ゴシック様式（アーリー・イングリッシュとも。）の一例。

## 歴史

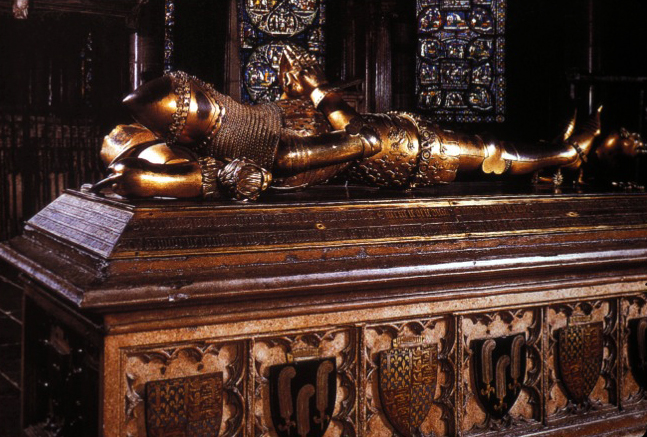
エドワード黒太子の墓

7世紀にローマ教皇の指示によりカンタベリーのアウグスティヌスがサクソン人の治めるケント王国に布教し、聖オーガスティン修道院を建設した。その後のノルマン人の征服によりノルマン朝を興したウィリアム1世は、アングロ・サクソン式の典礼や聖堂を嫌い、新たにロマネスク様式の大聖堂の建設を命じた。カンタベリー大聖堂はウィリアム1世の死後、1130年に献堂式が行われ完成した。
1170年に政教分離を巡ってヘンリー2世と対立したカンタベリー大司教トマス・ベケットが殉教し、聖人に列せられたことから、聖地として多くの巡礼者が訪れる場所となった。礼拝堂の床に1本のろうそくが立てられていて、その下にベケットは埋葬されている。ジェフリー・チョーサーの『カンタベリー物語』もカンタベリー巡礼者の物語である。
1174年、火事により聖堂の内陣が焼け落ち、フランス人建築家ギヨーム・ド・サンスの設計によって初期ゴシック様式に再建された。ギヨームは工事中に負傷し帰国したが、その後も工事は継続され、内陣の再建は12世紀に完了した。同時期にベケットと、のちにエドワード黒太子の墓所となるトリニティー礼拝室が作られた。
1379年から身廊と翼廊が垂直式ゴシック様式で改築され、1503年に「ベル・ハリー・タワー」と呼ばれる大塔が建設された。
大聖堂の寸法は、全長160m、幅47m、高さ72mである。

## その他
この大聖堂では、イングランド教会の英語礼拝だけでなく、フランスでの迫害からイギリス南西部へ逃れて、産業革命時代初期に紡績業の発展に貢献したと言われるユグノー教徒たちのフランス語礼拝もまだ行われている。

## 世界遺産
カンタベリー大聖堂は、カンタベリーに残る他の2つの重要なキリスト教建築物、すなわち聖オーガスティン修道院と聖マーティン教会とともに、ユネスコの世界遺産に登録されている。カンタベリー大聖堂の登録面積は 9.15 ha である。

### 登録基準
この世界遺産は世界遺産登録基準のうち、以下の条件を満たし、登録された（以下の基準は世界遺産センター公表の登録基準からの翻訳、引用である）。
- (1) 人類の創造的才能を表現する傑作。
- (2) ある期間を通じてまたはある文化圏において、建築、技術、記念碑的芸術、都市計画、景観デザインの発展に関し、人類の価値の重要な交流を示すもの。
- (6) 顕著で普遍的な意義を有する出来事、現存する伝統、思想、信仰または芸術的、文学的作品と直接にまたは明白に関連するもの（この基準は他の基準と組み合わせて用いるのが望ましいと世界遺産委員会は考えている）。